# Ngô Chiêu Nhiếp
Ngô Chiêu Nhiếp (tiếng Trung: 吳釗燮; bính âm: Wú Zhāoxiè; Bạch thoại tự: Ngô͘ Chiau-siat), tiếng Anh Joseph Wu hay Jaushieh Wu, sinh ngày 31 tháng 10 năm 1954) là Bộ trưởng của Ngoại giao của Trung Hoa Dân quốc và trước đây Tổng thư ký cho Tổng thống của Trung Hoa Dân quốc và Tổng Thư ký của Hội đồng an ninh quốc gia. Từ năm 2007 đến 2008, ông là đại diện chính của Đài Loan tại Hoa Kỳ với tư cách là người đứng đầu Văn phòng đại diện văn hóa và kinh tế Đài Bắc tại Washington, DC, được Tổng thống Trần Thủy Biển bổ nhiệm vào vị trí đó để kế nhiệm người tiền nhiệm, Lý Đại Duy. Vào ngày 26 tháng 2 năm 2018, ông đảm nhiệm chức vụ Bộ trưởng Ngoại giao, một lần nữa kế nhiệm Lý Đại Duy.

## Nền tảng giáo dục
Trước khi tham gia chính trị, ông là một học giả nhà khoa học chính trị, hoàn thành bằng tiến sĩ khoa học chính trị năm 1989 tại Đại học bang Ohio. Ông đã viết các bài báo chỉ trích PRC khi còn ở Hoa Kỳ. Ông từng là giáo viên và trợ lý nghiên cứu trong khoa khoa học chính trị của Đại học bang Ohio tại Hoa Kỳ, và là phó giám đốc của Viện Quan hệ quốc tế của Đại học Chính trị Quốc gia tại Đài Loan.